# A-20 Havoc
De Douglas DB-7/A-20  (NAVO-codenaam: Box) was een Amerikaans tweemotorig vliegtuig. Het vliegtuig werd ingezet als bommenwerper, aanvalsjager en nachtjager. De DB-7 werd in de Tweede Wereldoorlog door een aantal geallieerde naties gebruikt. De bommenwerper was bij de RAF bekend als de Boston en de nachtjagervariant werd Havoc genoemd. Het United States Army Air Corps (USAAC) gaf de DB-7 het kenmerk "A-20" en de bijnaam Havoc.
Vele staten waren aan de vooravond van de Tweede Wereldoorlog aan het herbewapenen. Frankrijk plaatste in februari 1939 een order voor 100 DB-7B's. In juni 1939 plaatste het USAAC een bestelling voor de A-20, een van de DB-7B afgeleide aanvalsjager. In februari 1940 plaatste de RAF een bestelling voor een A-20-variant die de naam Boston kreeg. Toen de productie in september 1944 gestaakt werd waren er 7478 toestellen in verschillende varianten gebouwd. Via de Lend Lease Act werden 3125 exemplaren aan de Sovjet-Unie geleverd.

## Nederlandse bestelling
In oktober 1941 bestelde de Nederlandse regering in ballingschap 48 DB-7C's. De toestellen waren bedoeld voor Nederlands-Indië. De serienummers waren DO-101/148. Slechts enkele exemplaren bereikten Java vóór de Japanse verovering van dat eiland. Een groot deel van de order belandde in Australië, een ander deel belandde via de Lend Lease Act in de Sovjet-Unie.

## Operationele geschiedenis
De DB-7 werd op vele fronten ingezet en door vele luchtmachten gebruikt, waaronder die van Australië, Brazilië en Zuid-Afrika. Nederlanders vlogen op DB-7's bij het No. 18 (Netherlands East Indies) Squadron van de RAAF. De RAF zette het toestel vooral in voor penetratie- en tactische missies boven bezet Europa. De eerste missie van de USAAF vond plaats op 4 juli 1942 toen Amerikaanse bemanningen in Britse Boston III toestellen vliegvelden in Nederland aanvielen. Bij de Aanval op Dieppe zijn Bostons ingezet voor het leggen van rookgordijnen.

## Galerij

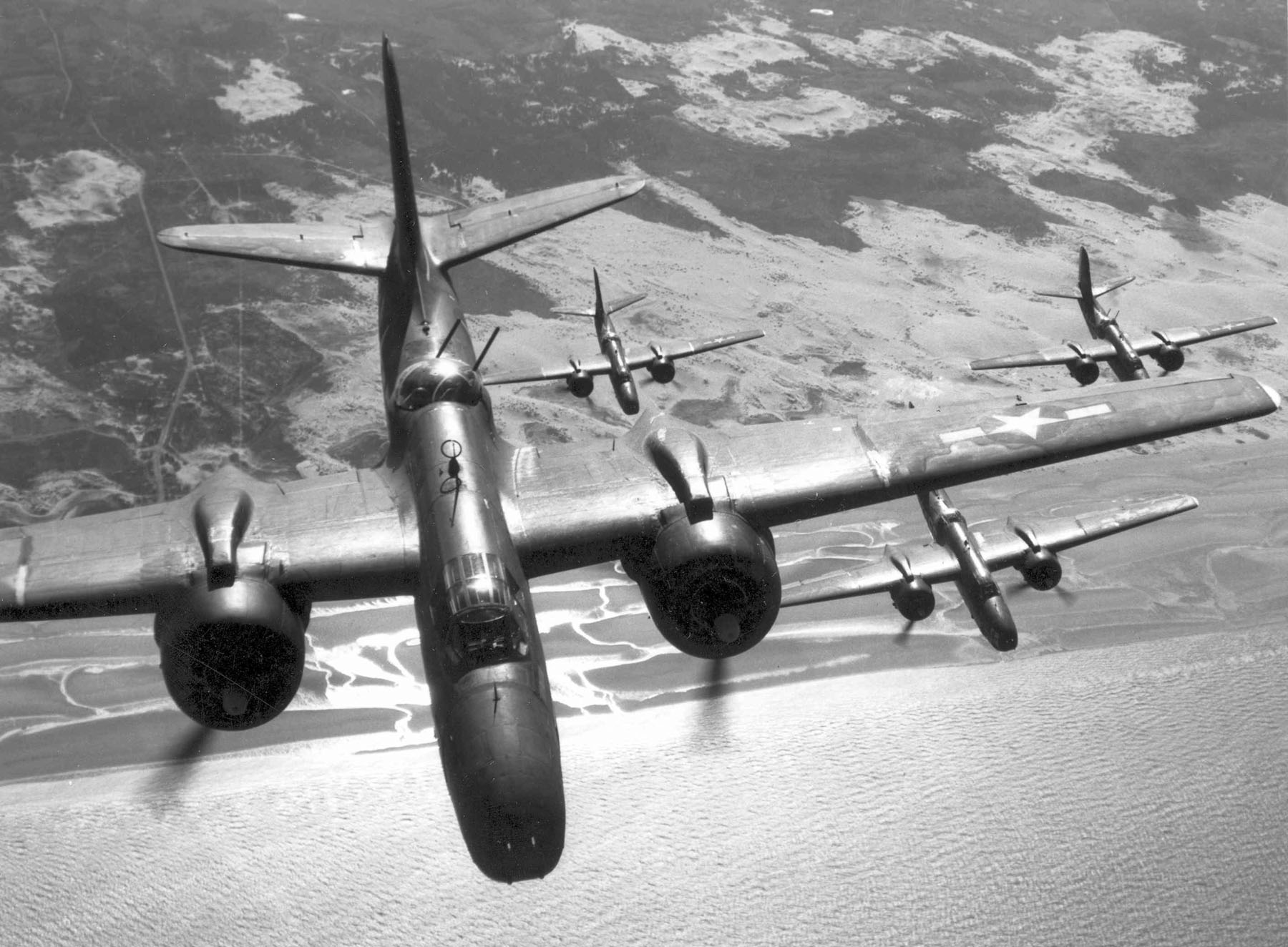
Een aantal A-20G of H bommenwerpers boven Frankrijk, 1944
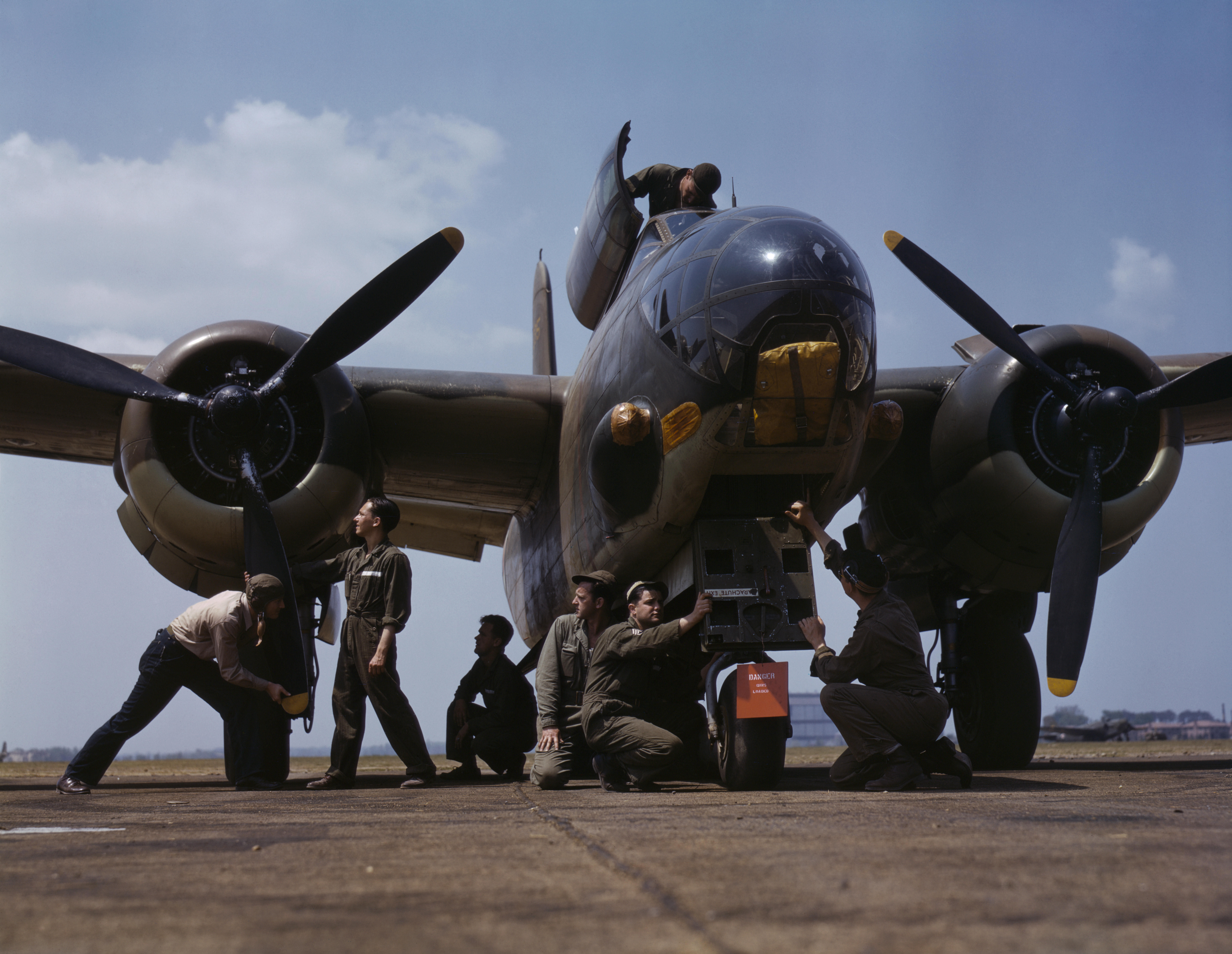
Een A-20
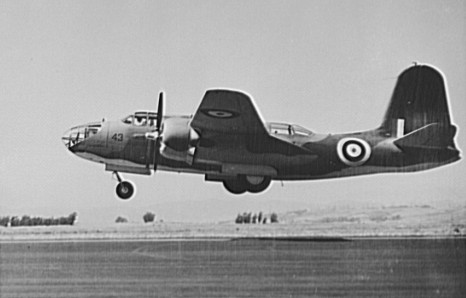
Opstijgende Boston van de RAF